# Der Übergang (Roman)
Der Übergang (englischer Titel: The Passage) ist ein Science-Fiction-Horror-Roman des US-amerikanischen Schriftstellers Justin Cronin und erschien 2010 im Goldmann Verlag in der deutschen Übersetzung von Rainer Schmidt. Das Buch stand auf Platz 13 der Spiegel-Bestsellerliste. Er ist der erste Teil der Passage-Trilogie.

## Inhalt
Die sechsjährige Amy Harper Bellafonte wird von zwei FBI-Agenten entführt und zu einem geheimen medizinischen Versuchslabor verschleppt, wo sie als Versuchsperson für ein gefährliches Experiment missbraucht werden soll. Es geht um ein mysteriöses Virus, das den Menschen wieder jung und so gut wie unsterblich machen soll. Zu dessen Erforschung wurde vor Amy an zwölf Sträflingen, die die Todesstrafe erwartete, herumexperimentiert. Die mutierten Männer verloren allerdings ihre Persönlichkeit, wurden wild und erlangten übernatürliche mentale und körperliche Fähigkeiten. Sie ernähren sich von lebenden Tieren und reagieren empfindlich auf UV-Licht. Um diese Auswirkungen des Virus zu verhindern, wurde jeweils eine modifizierte Form des Erregers eingesetzt, bis dahin jedoch ohne Erfolg. Amy, die nun als geeignet für das Experiment erachtet wird, bekommt das infizierte Blut des ersten Infizierten, Zero, injiziert, woraufhin sie in ein tagelanges Koma fällt. Während dieser Zeit gelingt den Virals, wie die Infizierten bezeichnet werden, der Ausbruch aus dem Labor, bei dem sie jeden Menschen, der sich ihnen in den Weg stellt, auf brutale Weise töten. Dem FBI-Agenten Wolgast gelingt es, Amy zu retten und mit ihr in eine Berghütte in Oregon zu flüchten, wo sie sich einige Zeit verstecken. Wolgast bemerkt Veränderungen an dem Mädchen: Ihre Haut ist blasser als die eines Menschen. Zudem spürt sie weder Schmerz noch Hunger, altert und schläft nicht mehr.
Mit dem Ausbruch der Virals beginnt eine neue Zeitrechnung. Die Virals verwüsten die Erdoberfläche; alle Menschen, die sie nicht töten, infizieren sie mit dem Virus, das sie zu ihresgleichen macht. Das Militär setzt Atombomben gegen die Wesen ein. Als eine dieser Bomben in der Nähe des Verstecks von Amy und Wolgast hochgeht, erkrankt Wolgast an den Folgen der radioaktiven Strahlung. Amy befolgt daraufhin seinen Rat und flüchtet in Richtung Kalifornien.
Knapp 100 Jahre später hat sich die Welt in eine karge Landschaft verwandelt, in der es nur noch wenige Überlebende gibt, die den Kampf gegen die Virals aufnehmen. Sie leben in weit über den Kontinent verstreuten Kolonien, geschützt von hohen Mauern und Scheinwerfern. Nur wenige von ihnen trauen sich tagsüber, wenn die Virals sich vor der Sonne verstecken, hinaus, um nach weiteren Überlebenden zu suchen. Auf einem dieser Ausflüge liest eine Gruppe Überlebender ein Mädchen auf, dessen Alter sie auf höchstens 15 Jahre schätzen, und bringt sie mit in ihre Siedlung. Zu dieser Zeit kommt es zu einem Angriff der Virals auf die Kolonie. Amy kann mit acht Überlebenden fliehen. Gemeinsam machen sie sich auf die Suche nach den Überresten der Armee. Im weiteren Verlauf scheint zunehmend klar, dass Amy die Einzige ist, die den völligen Untergang der Menschheit noch aufhalten kann.

## Kritik
- „…Kein hastig hingeschriebener Horror-Schocker, sondern ein ausgefeiltes Werk mit sensibel gezeichneten Charakteren. …Wie der Zerfall unserer Welt hier erzählt wird, ist einfach großartig gruselig.“ - Stern
- „Vielleicht hat Cronin ihn wiedergefunden, den Dickens-Code. Sein Buch ist jedenfalls eines, das als Strandschmöker funktioniert und gleichzeitig erstaunliche literarische Qualität besitzt. Es ist eine gekonnte Kombination aus Cormac McCarthys preisgekrönter Apokalypse 'Die Straße' und dem Kino-Blockbuster 'Mad Max'. Eine, zugegeben, sehr schmackhafte Mischung.“ - FOCUS
- „‚Der Übergang’ ist kein kleiner Roman, er ist mehr als tausend Seiten lang, er wurde glänzend besprochen und von Stephen King als ‚fesselndes Epos’ gelobt. Und er ist nur das erste Buch einer Trilogie um ein zivilisationsvernichtendes Vampir-Virus, die ein ganzes Millennium umspannt.“ - Berliner Zeitung

## Nachfolger
Am 14. Januar 2013 erschien der zweite Teil mit dem Titel Die Zwölf. Die englische Originalversion wurde bereits 2012 veröffentlicht. Der dritte Teil City of Mirrors wurde im Mai 2016 veröffentlicht, die deutsche Fassung Die Spiegelstadt folgte Ende Oktober 2016.

## Hörbuch
- Der Übergang, gelesen von David Nathan; Random House Audio, Köln 2010 10 CD ISBN 978-3-8371-0421-9